# 李洋 (羽球運動員)
李洋（Lee Yang，1995年8月12日—），臺灣男子羽球運動員。曾為合作金庫羽球隊隊員，2018至2023年間為土地銀行羽球隊隊員。2022年獲聘為國立體育大學專技副教授，2024年宣布將於2024年世界羽聯年終總決賽後正式退役。其妹妹李芷蓁也是台灣羽毛球甲組選手。畢業於國立臺北商業大學企業管理系、臺北市立大學競技與運動訓練研究所碩士班。
李洋與搭檔李哲輝於2018年亞洲運動會羽球男子雙打比賽中奪得銅牌。2018年底與王齊麟組成「麟洋配」，兩人在2021年於日本東京舉辦的2020年夏季奧林匹克運動會羽球男子雙打比賽，取得臺灣史上首面奧運會羽球金牌。2023年於中國杭州舉行的2022年亞洲運動會羽球男子雙打比賽再奪得一枚亞運會銅牌。2024年於法國巴黎舉辦的2024年夏季奧林匹克運動會羽球男子雙打比賽再獲金牌，成為奧運史上首次由相同組合連續贏得男雙金牌的紀錄。

## 生平

### 成長與出道
李洋出生於台北市，家庭設籍於金門縣金寧鄉。李洋最初為手球隊成員，後來才轉戰羽毛球。李洋和李芷蓁兄妹自小由父親李峻淯親手教導羽毛球，每天會帶他們到中和圓通寺練習。國小五年級時，父親為了讓他們接受更好的訓練而轉學至臺北市社子國小。國中時，一開始就讀臺北市大理國中，之後轉去西湖國中，最後就讀臺北市立中山國中。就讀國立基隆高中三年級上學期時，李洋曾經因為始終無法晉升甲組而決定放棄羽球，選擇就讀國立臺北商業大學企業管理系。但在下學期，不僅與搭檔江聿偉在青少年國手選拔賽中拿下冠軍，並且還在該年的全國羽球排名賽獲得乙組冠軍而成功晉升甲組。李洋後就讀臺北市立大學競技運動訓練研究所碩士。

### 2015年
2015年2月19日，李洋改和國小到高中以來都就讀同校的學長李哲輝搭檔。同年11月6日參加韓國羽毛球大師賽，在八強賽時遭遇頭號種子李龍大/柳延星，對手因傷退賽而晉級準決賽。最後在準決賽中以0-2（17-21、14-21）敗給韓國的金基正/金沙朗，寫下兩人搭配後在國際賽中的最佳成績。11月15日，兩人在馬來西亞國際挑戰賽決賽，以1-2（17-21、21-16、21-18）敗於同隊的林家佑/巫孝霖，獲得亞軍。

### 2016年：大獎賽與黃金大獎賽奪冠
2016年1月12日，李洋與李哲輝參加全國羽球排名賽，在決賽中以2比0（ 21-18、21-14 ）擊敗呂佳彬/廖冠皓，獲得第一項全國賽冠軍，也是第一位在該賽事奪冠的金門人。
2016年7月24日，李洋/李哲輝在越南羽毛球大獎賽首次闖入世界羽聯大獎賽級別的決賽，並在最後以2比1（18-21、21-14、21-7）逆轉戰勝馬來西亞的古健傑/陳文宏，奪得兩人合作以來的第一座國際賽冠軍。12月4日，兩人出戰澳門羽毛球黃金大獎賽，並在決賽以2比1（17-21、21-18、21-19）擊敗中國的魯愷/張楠，獲得生涯首座黃金大獎賽冠軍。同月，兩人再度出戰韓國羽毛球大師賽，晉級決賽，最終以0-2（19-21、18-21）負於韓國的高成炫/金載煥，連續兩周參賽皆收穫佳績。

### 2017年：法國超級賽奪冠
2017上半年，李洋與李哲輝除了在中華台北羽球公開賽獲得亞軍，其他國際公開賽的最佳成績僅止步八強，在世界大學運動會羽球比賽也在被看好奪金之下於四強落敗，僅得銅牌。2017年10月底，兩人在法國羽毛球超級賽男雙準決賽以2-1（19-21、21-13、21-19）逆轉戰勝當屆世錦賽冠軍劉成/張楠；在決賽中，首次晉級超級系列賽決賽的李洋和李哲輝以直落二（21-19、23-21）擊敗尋求衛冕的丹麥組合瑪蒂亞斯·鮑伊/卡斯騰·摩根森，奪得生涯第一個超級系列賽冠軍。

### 2018年：亞運會奪雙銅、轉隊土銀
2018年8月底，李洋與李哲輝代表中華台北參加在雅加達舉辦的亞洲運動會羽毛球比賽男子團體及男子雙打項目。在團體賽中，他們以第二雙打身分助隊伍贏得銅牌。在男子雙打方面，兩人在16強擊敗中國的劉成/張楠，8強時再戰勝韓國的崔率圭/姜敏赫，最終於準決賽敗於大會頭號種子、印尼的马库斯·费尔纳尔迪·吉德翁/凱文·桑加亞·蘇卡穆約而獲得銅牌，亦為中華台北在亞洲運動會羽毛球比賽的第一面男雙獎牌。李洋於2018年底轉隊至土地銀行羽球隊，改與王齊麟搭檔。

### 2019年：巡迴賽四冠、年終賽四強
李洋與新搭檔王齊麟在2019年的第一次全國羽球排名賽出賽，於決賽敗於前搭檔李哲輝與楊博軒的新組合。同年2月，兩人出戰搭檔以來的首項國際賽事 : 西班牙羽毛球大師賽，在八強時擊敗賽會頭號種子、世界排名第六的丹麥組合金·阿斯特魯普/安德斯·斯考勞普·拉斯姆森，四強時再擊敗另一組丹麥選手瑪蒂亞斯·鮑伊/卡斯騰·摩根森而晉級決賽。決賽時，兩人以直落二（21-8、23-21）擊敗韓國的金元昊/徐承宰，奪得搭檔後首座賽事冠軍。3月，李洋/王齊麟出戰瑞士羽毛球公開賽，在男雙中決賽敗於印尼選手法賈·阿爾弗蘭/穆罕默德·里安·阿利安托。李洋/王齊麟於隔週的奧爾良羽球大師賽奪冠，且又在下周的印度公開賽再度奪冠，並取得合作以來第三座冠軍亦是首座超級500等級賽事冠軍，上半年排名升上了17名。李洋與王齊麟在中2019世錦賽中以第11種子的身分參賽，在首輪輪空後第二輪擊敗隊友林上凱/曾敏豪，在16強中錯過1個賽末點，最終以1-2 ( 21-19、21-23、16-21 )遭南韓組合崔率圭／徐承宰逆轉。
李洋與王齊麟在2019年世界羽聯世界巡迴賽中取得了四冠兩亞的好成績，取得了年終賽的資格並列為3/4號種子，在小組賽中先後擊敗了隊友盧敬堯/楊博涵和大馬組合蘇偉譯/謝定峰，確定晉級4強後，交手小組的印尼阿赫桑/塞蒂亞萬，最終兩個 (21-18、21-18) 擊敗對手，僅花了29分鐘以三戰全勝晉級4強。但重新抽籤後，兩組人馬4強賽再度對陣，王齊麟與李洋未能複製同樣戲碼，以 0-2 ( 14-21、9-21 ) 吞敗，止步四強。

### 2020－2021年：東京奧運奪金
2020年東京奧運，李洋和王齊麟所組成的麟洋配參加男子雙打項目，在小組賽首戰輸給印度組合後，先後擊敗英國組合本·萊恩及肖恩·文迪以及印尼小黃人組合吉德翁與蘇卡穆約，以分組第二的成績晉級。在半準決賽擊敗日本選手遠藤大由及渡邊勇大，於準決賽擊敗印尼選手塞蒂亞萬及阿赫桑。2021年7月31日最終於決賽以直落二（21-18、21-12）擊敗中國雙塔李俊慧和劉雨辰，在中國組合最後一球挑戰失敗後，獲得東京奧運男子羽球雙打金牌，亦是中華臺北奧運代表團史上首面球類項目金牌。

### 2022－2023年
2022年末，李洋獲聘為國立體育大學副教授，專職羽球教練。2023年6月30日，因與土地銀行續約意見分歧而離隊。之後由牧德科技贊助李洋參賽。
2023年7月，和王齊麟參加位在日本東京舉行的2023年日本羽毛球公開賽，在16強時以讓一追二的姿態（15-21、21-18、21-16）擊敗了馬來西亞組合王耀新/張御宇，8強時對上印度組合薩維克賽拉吉·蘭基雷迪/奇拉格·謝提亦同樣在三局大戰中勝出（21-15、23-25、21-16），但於四強賽時遭遇印尼組合法賈·阿爾弗蘭/穆罕默德·里安·阿利安托則是以直落二（21-19、21-10）橫掃；決賽時遇上日本組合保木卓朗/小林優吾同樣以秋風掃落葉的姿態（21-19、21-13）擊敗對手，獲得了日本公開賽冠軍，並同時終結了奧運後、時隔整整一年又364天的冠軍荒。

### 2024年：首組成功衛冕奧運金牌的羽球男雙
由於世界羽球聯盟在奧運積分賽期間曾錯誤計算男子雙打各組合的奧運積分，導致17組男雙參賽，賽前麟洋配不幸抽到五隊的小組，出線難度增加。但小組賽麟洋接連戰勝日本保木卓朗 / 小林优吾和丹麥金·阿斯特鲁普 / 安德斯·斯考劳普·拉斯姆森以及中國劉雨辰 / 歐烜屹跟美國的邱愷翔 / 約書亞·袁，最終以四連勝小組第一之姿出線。
八強面對泰國組合苏柏·宗国 / 革德伦·吉丁努蓬以2比0（21-14、21-17）大勝晉級四強，四強以讓一追二（18-21、21-17、21-10）再次戰勝小組賽就戰勝過的丹麥組合金·阿斯特鲁普 / 安德斯·斯考劳普·拉斯姆森，成功連兩屆晉級決賽。
在決賽上面對中國新星組合梁伟铿 / 王昶，生涯對戰二比二每次都打滿三局，最終第五次交手依舊大戰三局，麟洋以2比1（21-17、18-21、21-19）擊敗中國成功衛冕金牌，也是奧運羽球歷史上首次相同組合成功衛冕金牌的男雙。

## 主要比賽成績
只列出曾進入準決賽的國際賽事成績：
| 年份   | 賽事                     | 公開賽級別 | 項目     | 搭檔   | 成績   |
| ------ | ------------------------ | ---------- | -------- | ------ | ------ |
| 2014年 | 馬來西亞羽毛球國際挑戰賽 | 國際挑戰賽 | 男子雙打 | 江聿偉 | 準決賽 |
| 2015年 | 荷蘭羽毛球大獎賽         | 大獎賽     | 男子雙打 | 李哲輝 | 準決賽 |
| 2015年 | 韓國羽毛球大師賽         | 大獎賽     | 男子雙打 | 李哲輝 | 準決賽 |
| 2015年 | 馬來西亞羽毛球國際挑戰賽 | 國際挑戰賽 | 男子雙打 | 李哲輝 | 亞軍   |
| 2016年 | 越南羽毛球大獎賽         | 大獎賽     | 男子雙打 | 李哲輝 | 冠軍   |
| 2016年 | 世界大學生羽毛球錦標賽   | 其它       | 混合團體 | －     | 金牌   |
| 2016年 | 世界大學生羽毛球錦標賽   | 其它       | 男子雙打 | 李哲輝 | 銀牌   |
| 2016年 | 世界大學生羽毛球錦標賽   | 其它       | 混合雙打 | 許雅晴 | 金牌   |
| 2016年 | 荷蘭羽毛球大獎賽         | 大獎賽     | 男子雙打 | 李哲輝 | 冠軍   |
| 2016年 | 澳門羽毛球黃金大獎賽     | 黃金大獎賽 | 男子雙打 | 李哲輝 | 冠軍   |
| 2016年 | 韓國羽毛球大師賽         | 大獎賽     | 男子雙打 | 李哲輝 | 亞軍   |
| 2017年 | 中華台北羽球公開賽       | 黃金大獎賽 | 男子雙打 | 李哲輝 | 亞軍   |
| 2017年 | 世界大學運動會羽毛球比賽 | 其它       | 混合團體 | －     | 金牌   |
| 2017年 | 世界大學運動會羽毛球比賽 | 其它       | 男子雙打 | 李哲輝 | 銅牌   |
| 2017年 | 世界大學運動會羽毛球比賽 | 其它       | 混合雙打 | 許雅晴 | 銅牌   |
| 2017年 | 法國羽毛球超級賽         | 超級賽     | 男子雙打 | 李哲輝 | 冠軍   |
| 2017年 | 澳門羽毛球黃金大獎賽     | 黃金大獎賽 | 男子雙打 | 李哲輝 | 準決賽 |
| 2018年 | 亞洲運動會羽毛球比賽     | 其它       | 男子團體 | －     | 銅牌   |
| 2018年 | 亞洲運動會羽毛球比賽     | 其它       | 男子雙打 | 李哲輝 | 銅牌   |
| 2018年 | 法國羽毛球公開賽         | 超級750賽  | 男子雙打 | 李哲輝 | 準決賽 |
| 2018年 | 香港羽毛球公開賽         | 超級500賽  | 混合雙打 | 許雅晴 | 準決賽 |
| 2019年 | 西班牙羽毛球大師賽       | 超級300賽  | 男子雙打 | 王齊麟 | 冠軍   |
| 2019年 | 瑞士羽毛球公開賽         | 超級300賽  | 男子雙打 | 王齊麟 | 亞軍   |
| 2019年 | 奧爾良羽毛球大師賽       | 超級100賽  | 男子雙打 | 王齊麟 | 冠軍   |
| 2019年 | 奧爾良羽毛球大師賽       | 超級100賽  | 混合雙打 | 張莘恬 | 準決賽 |
| 2019年 | 印度羽毛球公開賽         | 超級500賽  | 男子雙打 | 王齊麟 | 冠軍   |
| 2019年 | 印度羽毛球公開賽         | 超級500賽  | 混合雙打 | 楊景惇 | 準決賽 |
| 2019年 | 美國羽毛球公開賽         | 超級300賽  | 男子雙打 | 王齊麟 | 亞軍   |
| 2019年 | 中華台北羽毛球公開賽     | 超級300賽  | 男子雙打 | 王齊麟 | 準決賽 |
| 2019年 | 韓國羽毛球大師賽         | 超級300賽  | 男子雙打 | 王齊麟 | 冠軍   |
| 2019年 | 世界羽聯世界巡迴賽總決賽 | 總決賽     | 男子雙打 | 王齊麟 | 準決賽 |
| 2020年 | 西班牙羽毛球大師賽       | 超級300賽  | 男子雙打 | 王齊麟 | 亞軍   |
| 2020年 | 全英羽毛球公開賽         | 超級1000賽 | 男子雙打 | 王齊麟 | 準決賽 |
| 2020年 | YONEX泰國羽毛球公開賽    | 超級1000賽 | 男子雙打 | 王齊麟 | 冠軍   |
| 2020年 | TOYOTA泰國羽毛球公開賽   | 超級1000賽 | 男子雙打 | 王齊麟 | 冠軍   |
| 2020年 | 世界羽聯世界巡迴賽總決賽 | 總決賽     | 男子雙打 | 王齊麟 | 金牌   |
| 2021年 | 奧林匹克運動會羽毛球比賽 | 其它       | 男子雙打 | 王齊麟 | 金牌   |
| 2021年 | 世界羽聯世界巡迴賽總決賽 | 總決賽     | 男子雙打 | 王齊麟 | 準決賽 |
| 2022年 | 台北羽毛球公開賽         | 超級300賽  | 男子雙打 | 王齊麟 | 亞軍   |
| 2023年 | 亞洲羽毛球錦標賽         | 其它       | 男子雙打 | 王齊麟 | 銅牌   |
| 2023年 | 加拿大羽毛球公開賽       | 超級500賽  | 男子雙打 | 王齊麟 | 準決賽 |
| 2023年 | 日本羽毛球公開賽         | 超級750賽  | 男子雙打 | 王齊麟 | 冠軍   |
| 2023年 | 澳洲羽球公開賽           | 超級500賽  | 男子雙打 | 王齊麟 | 準決賽 |
| 2023年 | 香港羽毛球公開賽         | 超級500賽  | 男子雙打 | 王齊麟 | 準決賽 |
| 2023年 | 亞洲運動會羽毛球比賽     | 其它       | 男子雙打 | 王齊麟 | 銅牌   |
| 2023年 | 海洛羽毛球公開賽         | 超級300賽  | 男子雙打 | 王齊麟 | 亞軍   |
| 2023年 | 韓國羽毛球大師賽         | 超級300賽  | 男子雙打 | 王齊麟 | 亞軍   |
| 2024年 | 湯姆斯盃                 | 其它       | 男子團體 | －     | 銅牌   |
| 2024年 | 奧林匹克運動會羽毛球比賽 | 其它       | 男子雙打 | 王齊麟 | 金牌   |

| 2007-2017年 | 首要超級賽 | 超級賽 | 黃金大獎賽 | 大獎賽 | 國際挑戰賽 | 國際系列賽 | 未來系列賽 | 其他 |

| 2018-2026年 | 總決賽 | 超級1000賽 | 超級750賽 | 超級500賽 | 超級300賽 | 超級100賽 | 國際挑戰賽 | 國際系列賽 | 未來系列賽 | 其他 |

### 世界冠軍頭銜
李洋在羽毛球生涯中共奪得2項羽毛球世界冠軍頭銜。
| 賽事           | 奪冠次數 | 年份                       |
| -------------- | -------- | -------------------------- |
| 奧林匹克運動會 | 2        | 2020年、2024年（男子雙打） |
| 總計           | 2        |                            |

### 奧運會和世錦賽參賽紀錄
|          | 搭檔   | 2018 | 2019 | 2020 | 2021 | 2022 | 2023 | 2024 |
| -------- | ------ | ---- | ---- | ---- | ---- | ---- | ---- | ---- |
| 男子雙打 | 李哲輝 | 32強 | －   | －   | －   | －   | －   | －   |
| 男子雙打 | 王齊麟 | －   | 16強 | 金牌 | 8強  | 16強 | 16強 | 金牌 |
|          |        |      |      |      |      |      |      |      |
| 混合雙打 | 許雅晴 | 32強 | －   | －   | －   | －   | －   | －   |
| 混合雙打 | 楊景惇 | －   | －   | －   | －   | 32強 | －   | －   |

## 主要對賽紀錄
李洋主要對手的對賽成績如下（只列出對賽五次或以上對手，截至2024年08月04日）：
男雙– 李哲輝
| 對手                                          | 對賽次數 | 對賽結果 | 對賽結果 | 總計 |
| 對手                                          | 對賽次數 | 勝       | 負       | 總計 |
| --------------------------------------------- | -------- | -------- | -------- | ---- |
| 馬庫斯·費爾納爾迪·吉德翁 凱文·桑加亞·蘇卡穆約 | 8        | 2        | 6        | -4   |
| 劉成 張楠                                     | 6        | 2        | 4        | -2   |

男雙– 王齊麟
| 對手                                          | 對賽次數 | 對賽結果 | 對賽結果 | 總計 |
| 對手                                          | 對賽次數 | 勝       | 負       | 總計 |
| --------------------------------------------- | -------- | -------- | -------- | ---- |
| 蘇柏·宗國 革德倫·吉丁努蓬                     | 6        | 6        | 0        | +6   |
| 盧敬堯 楊博涵                                 | 5        | 5        | 0        | +5   |
| 弗拉基米爾·伊萬諾夫 伊萬·索松諾夫             | 5        | 5        | 0        | +5   |
| 齋藤太一 古賀輝                               | 6        | 5        | 1        | +4   |
| 本·萊恩 肖恩·文迪                             | 7        | 5        | 2        | +3   |
| 王耀新 張御宇                                 | 9        | 6        | 3        | +3   |
| 金·阿斯特魯普 安德斯·斯考勞普·拉斯姆森        | 10       | 7        | 3        | +4   |
| 李哲輝 楊博軒                                 | 6        | 4        | 2        | +2   |
| 梁伟铿 王昶                                   | 5        | 3        | 2        | +1   |
| 保木卓朗 小林優吾                             | 9        | 5        | 4        | +1   |
| 穆罕默德·阿赫桑 亨德拉·塞蒂亞萬               | 12       | 6        | 6        | 0    |
| 謝定峰 蘇偉譯                                 | 9        | 4        | 5        | -1   |
| 法賈·阿爾弗蘭 穆罕默德·里安·阿利安托          | 9        | 3        | 6        | -3   |
| 姜敏赫 徐承宰                                 | 5        | 1        | 4        | -3   |
| 馬庫斯·費爾納爾迪·吉德翁 凱文·桑加亞·蘇卡穆約 | 6        | 1        | 5        | -4   |
| 崔率圭 徐承宰                                 | 6        | 2        | 4        | -2   |

## 軼事
2020年夏季奧林匹克運動會羽毛球男子雙打比賽，李洋與王齊麟搭檔參賽，有網友意外發現，兩人在獲勝當下於場上慶祝方式，姿勢剛好相反，一人跪地仰天、一人跪著趴地，這姿勢就像拜拜擲筊時的聖筊，並笑稱難怪兩人如有神助。他在奪冠之夜於臉書宣告「我要很驕傲的再次告訴大家，我是李洋，我是金門人，我來自台灣，我們麟洋讓世界看見了臺灣，這份奧運殿堂上最高的榮耀，獻給我的國家-臺灣。」獲得不少國內外媒體矚目。

## 榮譽
- 麟洋配因在2020年夏季奧林匹克運動會榮獲羽球男雙金牌，2021年兩人的國中母校「臺北市立中山國民中學」將新落成的羽球館命名為「麟洋館」[50]；大學母校「臺北市立大學」將圖書館新落成的會議廳命名為「麟洋廳」[51]。
- 2021年9月與王齊麟和郭婞淳登上中華民國教育部所發行的《國民體育季刊》（第207期）[52]。
- 2022年10月，與王齊麟共同以體育技藝類的傑出表現，獲選為中華民國十大傑出青年[53]。
- 2025年2月，因與其搭檔王齊麟於2024年夏季奧林匹克運動會再度榮獲羽球男雙金牌，經由民眾連署將位於兩人國中母校門前道路—復興北路361巷加註「麟洋路」一名。[54]

## 書籍
- 2021年《夢想前場》 ISBN 9789571472881

## 影視作品
- 2022年，《決勝的揮拍》，客串演出[55]

## 其他獎項
| 年份   | 頒獎典禮                     | 獎項       | 結果 |
| ------ | ---------------------------- | ---------- | ---- |
| 2021年 | BWF 2020/2021 年度最佳運動員 | 最佳進步獎 | 獲獎 |
| 2021年 | BWF 2020/2021 年度最佳運動員 | 最佳組合獎 | 提名 |
| 2022年 | 2021 yahoo!奇摩搜尋人氣大獎  | 人氣男神獎 | 獲獎 |

## 外部連結
- 李洋在BWFBadminton.com（英语）
- 李洋在BWF.TournamentSoftware.com（英语）
- 李洋在Olympics.com（英语）
- 李洋在Olympedia（英语）
- 李洋在Flashscore（英语）
- 李洋的Facebook專頁
- 李洋的Instagram帳戶